# Trotín Troteras
Trotín Troteras es una película española de 1962, un cortometraje humorístico del director Antonio Mercero, su práctica fin de carrera en la Escuela Oficial de Cinematografía, con clara influencia del director francés Jacques Tati. 

## Argumento
Trotín es un joven ingenuo e inocente, de peculiar físico y andares, que camina y danza por las calles siguiendo los acordes de una música infantil. Dos niños y después dos adultos se van sumando a él y formando una curiosa comitiva, "configurando así una estampa a medio camino entre el flautista de Hamelin y monsieur Hulot". 

## Recepción
Se estrenó en 1963 en un cine de la Gran Vía, junto con las prácticas de otros estudiantes, como Mario Camus y Francisco Regueiro. El éxito del corto de Antonio Mercero fue arrollador.
Tuvo también notable éxito en la Bienal de Arte de París de 1965, donde recibió un premio.

## Locaciones
Filmado en el centro de Madrid, con escenas en la Plaza de la Paja, la Plaza del Conde de Barajas, el Viaducto, la calle del Prado, etcétera.[cita requerida]